# 阿莉萨·加利亚莫娃
阿莉萨·米哈伊洛芙娜·加利亚莫娃（羅馬化：Alisa Mikhaylovna Gallyamova；1972年1月18日—），俄罗斯女子国际象棋棋手，拥有女子特级大师与国际大师称号。
加利亚莫娃是1987年、1988年世界国际象棋女子16岁组冠军，1988年世界女子青年冠军。她于1997年、2009年、2010年三度成为俄罗斯国际象棋女子全国冠军。她还是1999年、2006年两届国际象棋女子世界亚军（分别负于中国棋手谢军与许昱华）。此外，她代表乌克兰队夺得过1992年欧洲国际象棋女子团体冠军，并代表俄罗斯队夺得过2010年国际象棋奥林匹克团体冠军。
乌克兰国际象棋特级大师瓦西里·伊万丘克是加利亚莫娃的前夫，两人于1996年离婚。

## 備注
1. ↑  又譯加里亞莫娃